# Tancades de sense papers a les esglésies de 2001

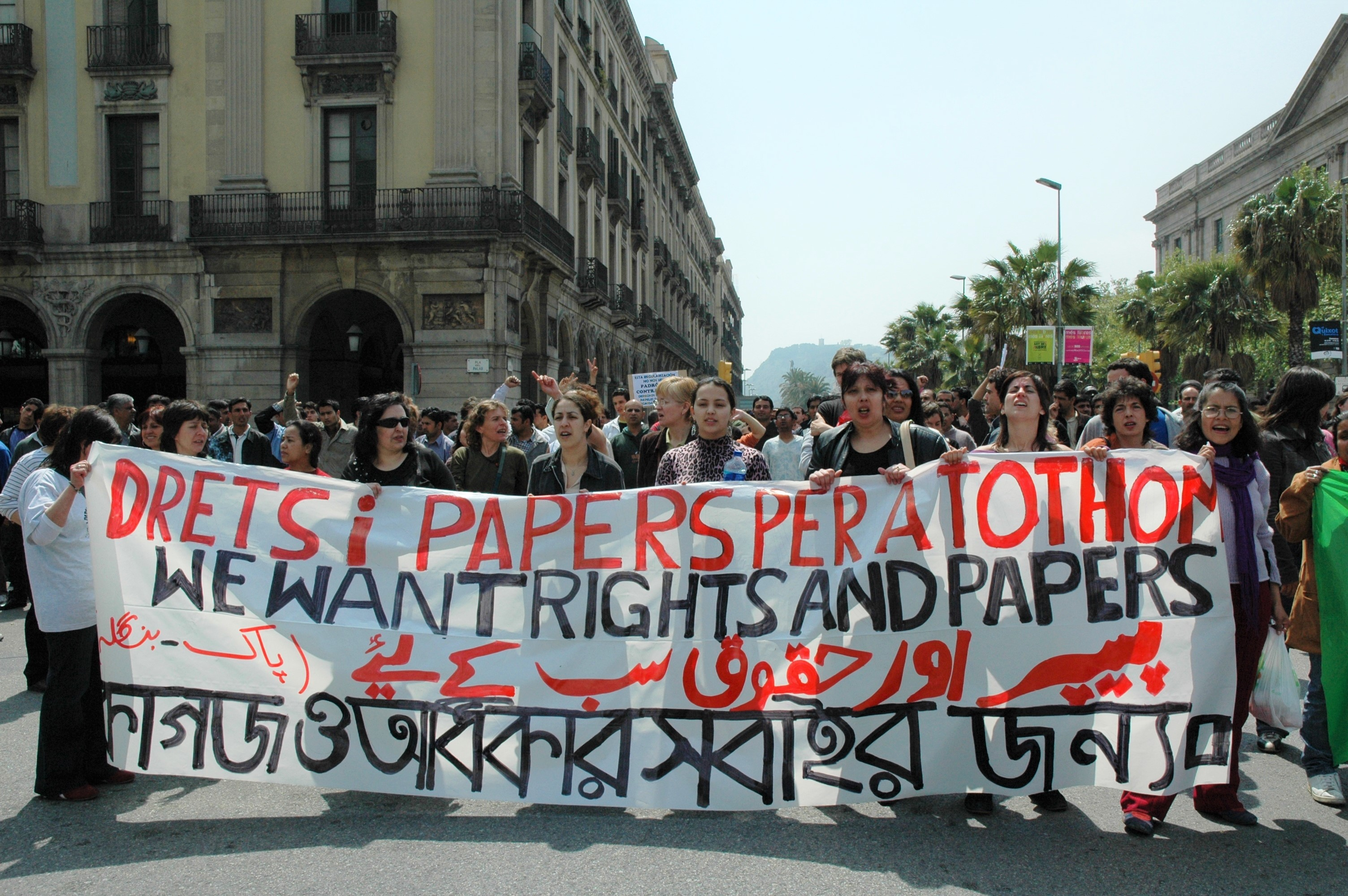
Tancament de dones a l'església de Sant Pau

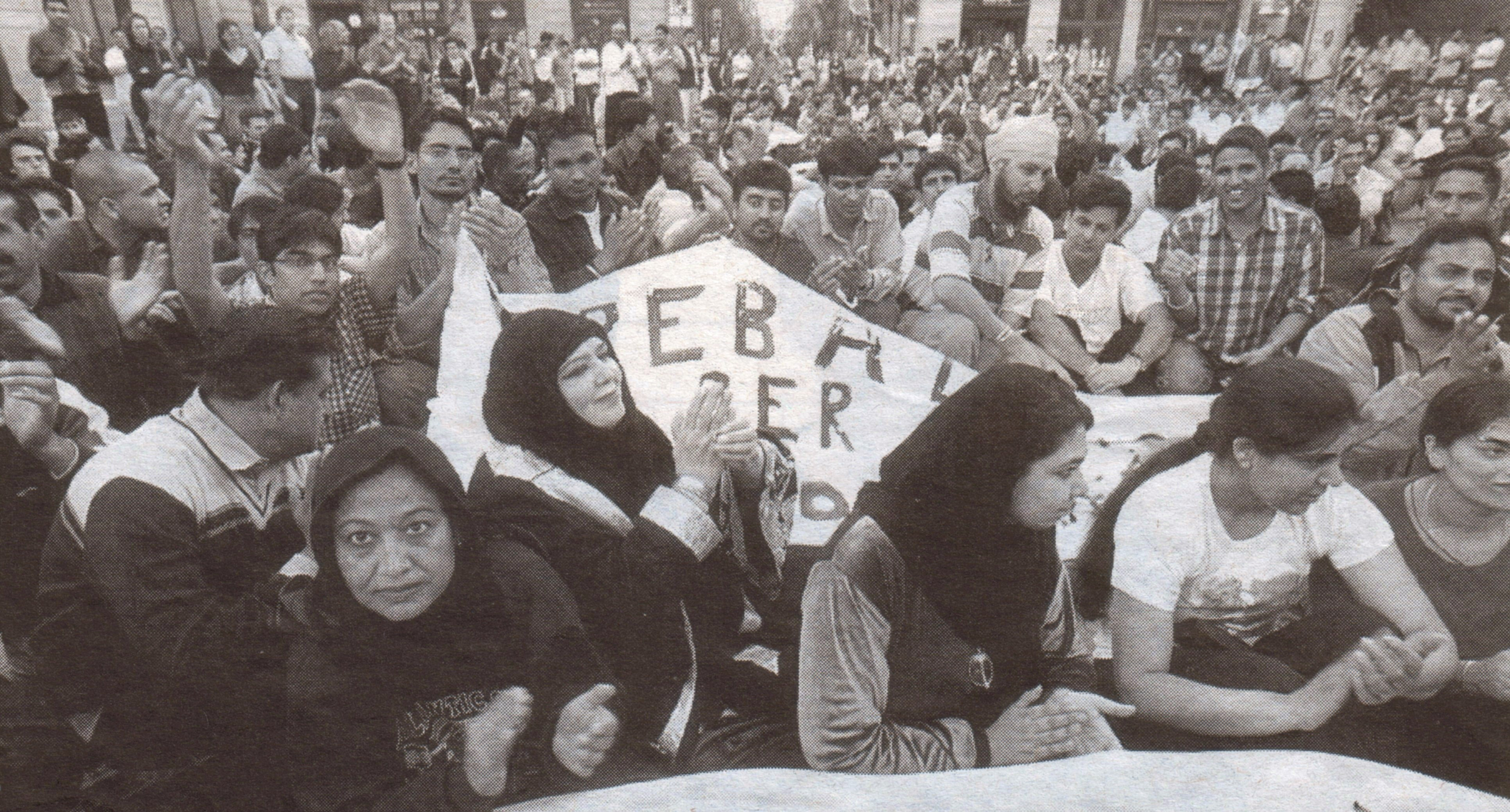
Dones del Paquistan a la vaga de fam del 2001

Les tancades de sense papers a les esglésies de 2001 és el nom que rep el moviment de protesta de diversos immigrants, els quals es van tancar dins d'esglésies espanyoles per demanar la seva regularització.

## Context històric
Als tombants del segle xxi, Catalunya va passar de 6 a 7 milions en poc menys d'una dècada. Milers de persones d'arreu del món es van instal·lar al país.
L'any 2000 el Govern d'Espanya va aprovar una nova llei d'estrangeria, on s'eliminaven alguns dels drets jurídics concedits als immigrants sense papers a la llei orgànica anterior, del 1985. La nova llei també suprimia la regularització al cap de dos anys d'estada al país, i eliminava la possibilitat de recórrer la denegació de visats, possibilitant l'expulsió ràpida dels irregulars i rebaixant el nivell de participació de les ONGs en el procés.
El mateix any 2000 es va obrir un procés de regularització extraordinari que legalitzava tots els immigrants sense papers que haguessin demostrat la seva residència al país abans de l'1 de juny del 1999 i que haguessin demanat un permís de treball abans del 31 de març del 2000. Amb tot, després de les 224.959 peticions presentades el 2000, un total de 70.000 immigrants havien quedat fora de la regularització i, segons la llei, havien d'abandonar el país. Catalunya era una de les comunitats on el nombre d'aquests casos era més gran, amb 34.000 expedients no resolts.

## Esdeveniments

### Inici del tancament

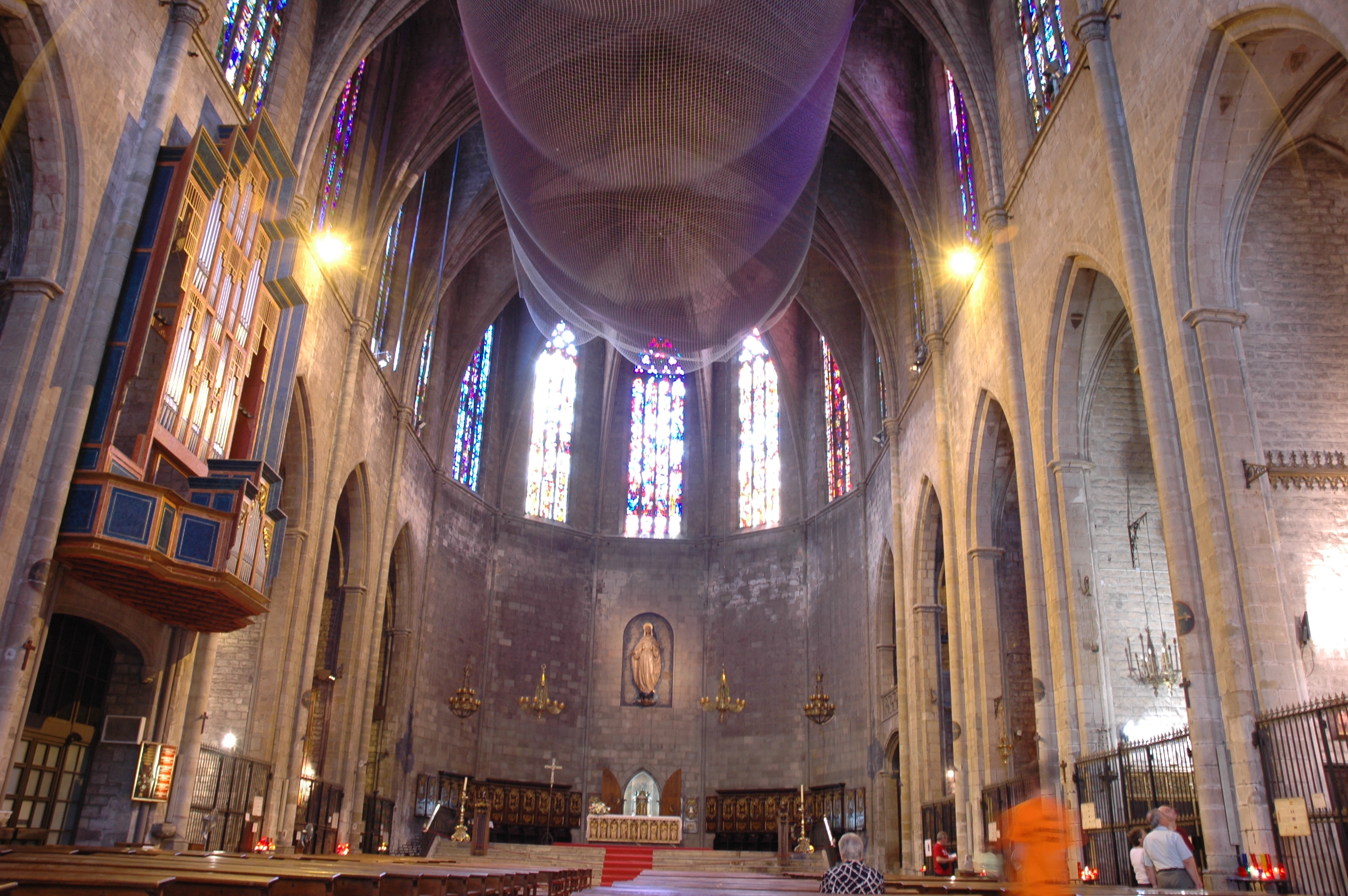
Interior de Santa Maria del Pi

El 20 de gener del 2001, tres dies abans que entrés en vigor la nova llei d'immigració aprovada pel govern espanyol l'any anterior, més de 300 persones sense papers van decidir iniciar una protesta a l'església de Santa Maria del Pi. Els responsables de l'església van decidir donar-los refugi per solidaritzar-se amb la seva causa i per fer més visible una realitat que afectava a milers de persones establertes a Catalunya que vivien amb la por de l'extradició. Els tancats demanaven papers per a tothom, considerant que aquesta nova llei faria pràcticament impossible l'obtenció dels permisos de residència i treball.
En aquesta situació, la tancada, que va esdevenir vaga de fam, es va estendre a set esglésies més fins a sumar gairebé un miler de participants. La iniciativa va captar l'atenció dels mitjans de comunicació, dels partits polítics i del conjunt de la societat i va obrir una gran polèmica sobre la llei d'immigració, el drets i els deures dels immigrants i sobre els mètodes de lluita i reivindicació emprats per les organitzacions que els donaven suport. Van sorgir diverses veus que alertaven sobre l'existència de màfies que traficaven amb la immigració, tant per a fer entrar de manera il·legal persones a l'estat espanyol com per tramitar els documents necessaris per a la seva regularització. Aquestes màfies es relacionaven especialment amb la prostitució.

### Extensió i mostres de solidaritat
Dies després, els tancaments s'estenien a més de deu parròquies de la ciutat i posteriorment a la resta de l'estat i alhora es va desfermar un moviment de solidaritat entre la ciutadania.
A principis de febrer es va realitzar una manifestació de suport pel centre de la ciutat, fet que va provocar l'inici de negociacions entre representants del govern amb portaveus dels col·lectius dels anomenats sense papers, que acabarien amb un acord signat el 8 de març de 2001, on es garantia la regularització de les persones tancades a les esglésies.

### Polèmiques
La polèmica va arribar al punt més alt després de les declaracions fetes per la dona del president de la Generalitat, Marta Ferrusola, i pel dirigent històric d'Esquerra Republicana de Catalunya, Heribert Barrera, en el sentit que l'arribada massiva i poc controlada d'immigrants al país augmentava la subordinació tradicional de la llengua i de la cultura catalanes i feia del factor de la multiculturalitat, majoritàriament reivindicada per la immigració islàmica, una nova resistència a la integració i a l'assimilació sociocultural i lingüística dels nouvinguts. Marta Ferrusola va matisar les seves opinions uns dies després, però en el cas de Barrera, la publicitat donada al llibre d'entrevistes Què pensa Heribert Barrera?, publicat per les mateixes dates, en què a més d'aquestes idees discutia altres qüestions com ara la pena de mort, va convertir-lo en la diana de moltes crítiques, i fins i tot va determinar que el seu propi partit se n'allunyés.
La tensió va arribar fins al punt que va ser suspesa la presentació del llibre, que el llavors president Jordi Pujol havia de fer el primer dia de març. Pujol va fer una roda de premsa per llegir la intervenció que havia preparat per a l'ocasió i va admetre que no havia llegit el llibre i que va accedir a participar en l'acte com a gest de confiança i de consideració vers Barrera, de qui va lloar la trajectòria política. Aquell mateix dia, Heribert Barrera va intervenir en un programa de ràdio de la cadena Ser per matisar i aclarir el contingut del llibre.
Poc després, sis entitats (Federació d'Associacions de Veïns de Barcelona, l'organització catòlica Agermanament, l'Associació Catalana de Solidaritat i Ajuda al Refugiat, el Centre Joan Bardina, Sicom i l'emissora Ràdio Pica) van presentar una denúncia davant la Fiscalia de Catalunya contra Barrera per fomentar el racisme i la xenofòbia, que finalment va ser desestimada per manca de fonament.  

### Acords finals
Després de la intervenció de totes les administracions en les negociacions amb els immigrants (Síndic de Greuges, Delegació del Govern d'Espanya a Catalunya, delegat del govern per a la Immigració i l'Estrangeria i Generalitat de Catalunya), la tancada va finalitzar el 7 de març i els immigrants van signar amb la Delegació del govern central un acord on es fixava un termini de dos mesos per revisar les 34.000 peticions denegades en l'última regularització. En tot cas, i segons el ministeri de l'Interior, el mes d'agost es va poder saber que el nombre de sol·licituds pendents de resoldre a Catalunya era de 48.698, mentre que a tot l'Estat arribaven a les 322.000.

## Conseqüències
El relaxament en l'aplicació de la normativa de la llei per part de les autoritats i les mesures especials de regularització i acolliment ofertes als immigrants que protestaven van contribuir a calmar els ànims, però el mes d'agost es van produir altres episodis de protesta, com el protagonitzat per un grup de 150 subsaharians indocumentats que dos mesos enrere s'havien instal·lat a la plaça de Catalunya i que també demanaven la seva regularització. Finalment van ser acollits per Càritas, la Creu Roja i el departament de Benestar Social de la Generalitat de Catalunya. 
A finals de novembre, el Consell Superior de Política d'Immigració reunit a València va fixar en 32.100 el nombre d'ofertes laborals per a estrangers que s'oferirien durant l'any 2002, 14.000 de les quals correspondrien a Catalunya. Aquesta decisió formava part de la nova política d'immigració que pretenia planificar l'arribada d'immigrants en funció de les necessitats del mercat de treball i garantir que tots els que arribessin ho fessin en condicions legals. 